# Only You (film, 1994)
Only You är en amerikansk romantisk komedifilm från 1994 i regi av Norman Jewison. I huvudrollerna ses Marisa Tomei, Robert Downey Jr. och Bonnie Hunt.

## Rollista i urval
- Marisa Tomei – Faith Kovács
- Tammy Minoff – Faith som ung
- Robert Downey Jr. – Peter Wright
- Bonnie Hunt – Kate Kovács
- Jessica Hertel – Kate som ung
- Joaquim de Almeida – Giovanni
- Fisher Stevens – Larry Kovács
- Harry Barandes – Larry som ung
- Billy Zane – Harry, falsk Damon Bradley
- Siobhan Fallon – Leslie
- John Benjamin Hickey – Dwayne, Faiths fästman
- Adam LeFevre – Damon Bradley (den riktiga)
- Barbara Cupisti – Anna
- Antonia Rey – spådam
- Phyllis Newman – Faiths mamma
- Denise Du Maurier – Dwaynes mamma